# فرودگاه هانه‌دا

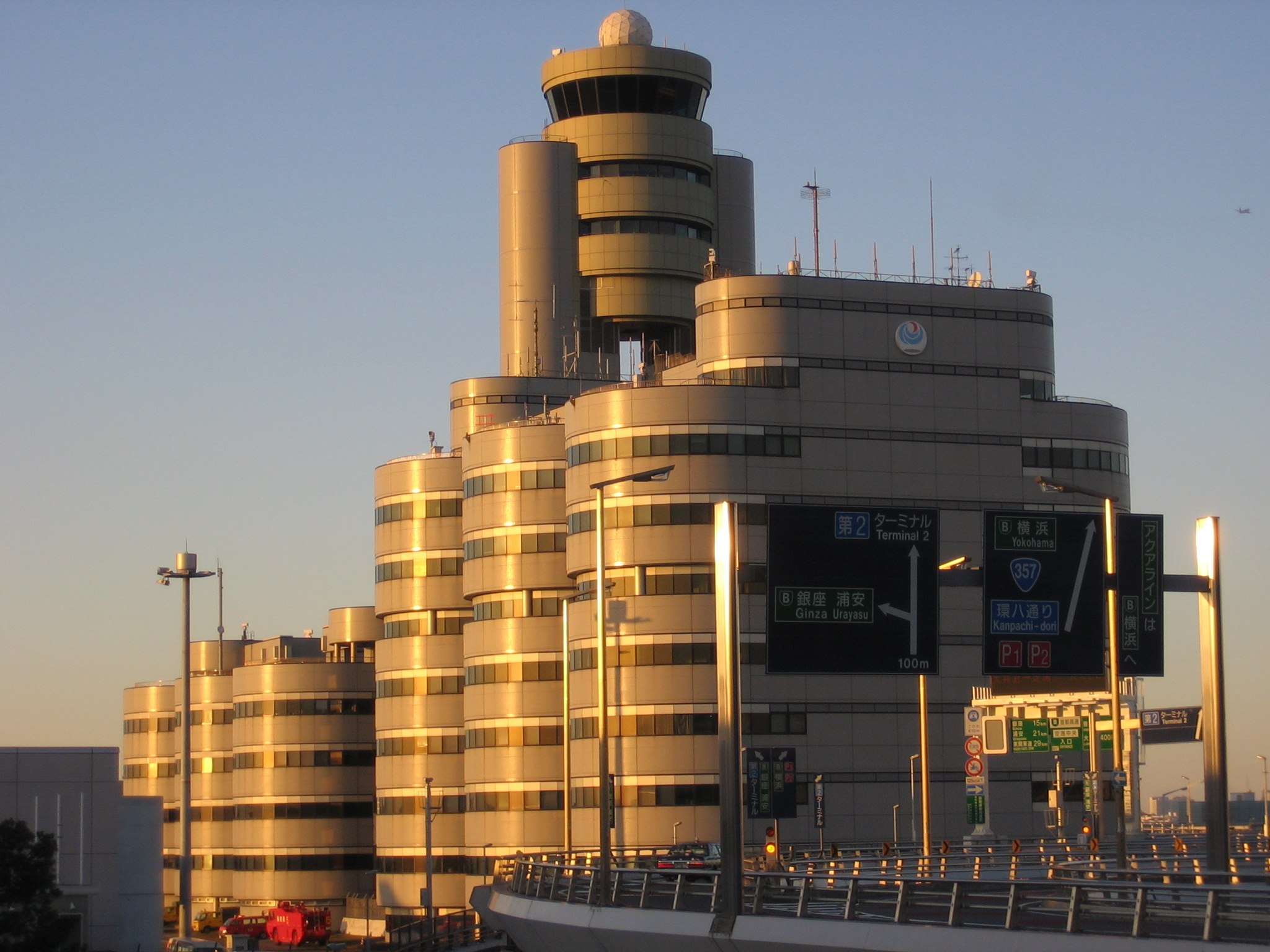
تصویری از برج کنترل فرودگاه بین‌المللی توکیو.

فرودگاه بین‌المللی توکیو (به ژاپنی: 東京国際空港) فرودگاهی بین‌المللی است که در شهر توکیو، پایتخت کشور ژاپن واقع شده است. این فرودگاه یکی از دو فرودگاه اصلی شهر توکیو است. این فرودگاه که به نام فرودگاه هاندا (به ژاپنی: 羽田空港) نیز مشهور است، پر رفت‌وآمدترین فرودگاه بین‌المللی این کشور محسوب می‌شود.
فرودگاه بین‌المللی توکیو در سال ۲۰۰۶ میلادی، ۶۵٫۵ میلیون نفر را جابجا کرد. بدین ترتیب فرودگاه بین‌المللی توکیو شلوغ‌ترین فرودگاه قاره آسیا و چهارمین فرودگاه جهان از لحاظ میزان نقل و انتقال مسافر است.
فرودگاه بین‌المللی توکیو، آشیانه خطوط هوایی ژاپن (Japan Airlines) یا جال (JAL) و هواپیمایی ژاپن (All Nippon Airways) یا آنا (ANA) است.

## نگارخانه

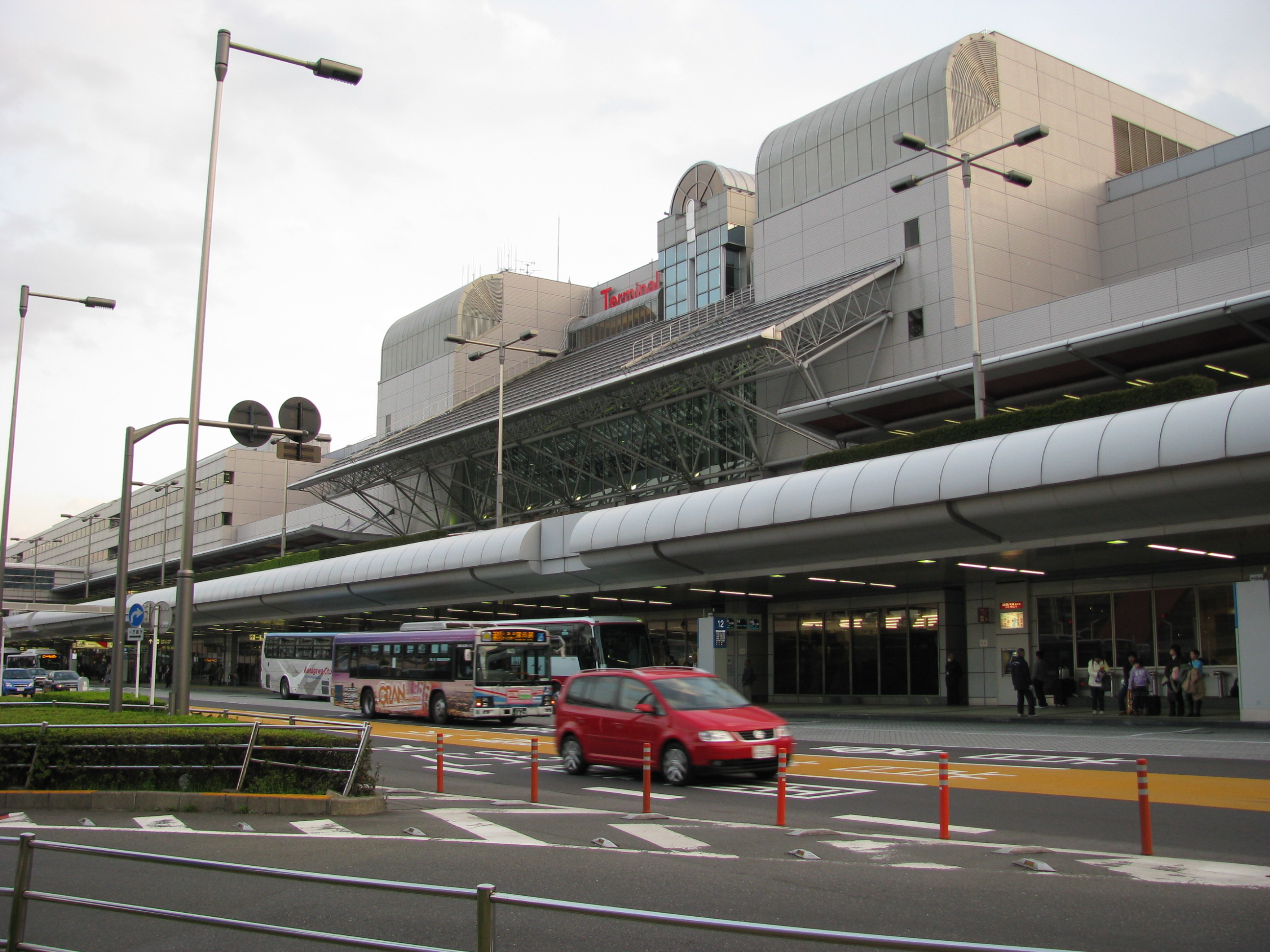
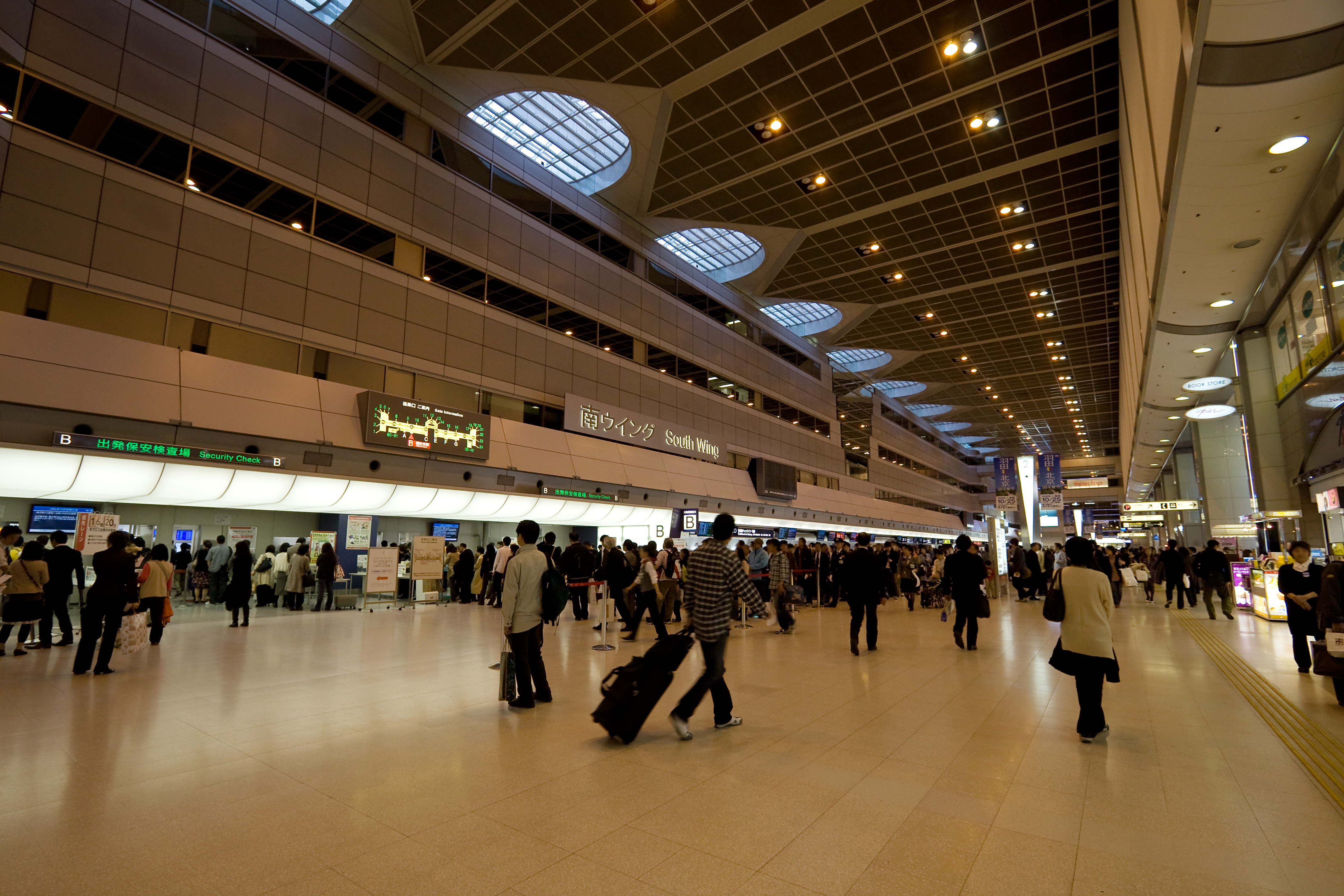
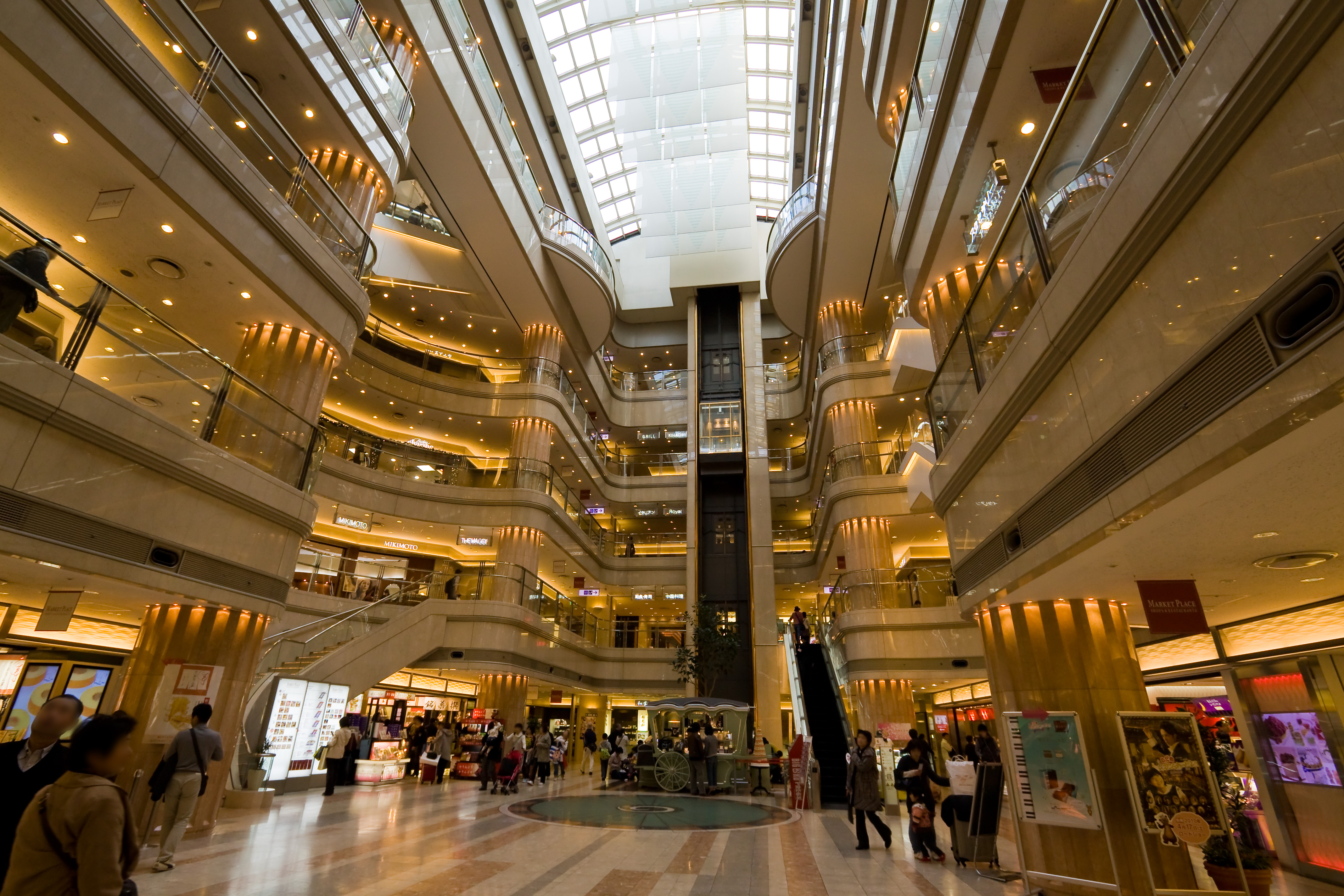
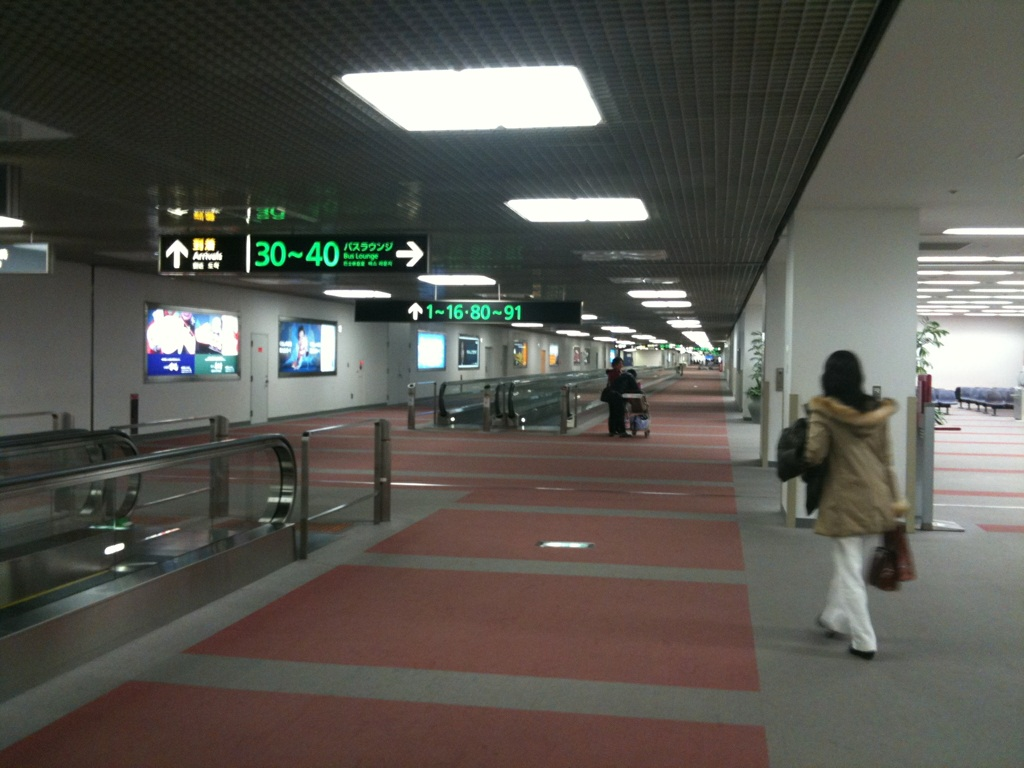